# Kompot
Con il termine kompot (in russo компот?, in polacco: kompot) si indica sia una bevanda dolce non alcolica a base di frutta o bacche, sia un dessert a base di frutta bollita immersa nello sciroppo di zucchero.
Il kompot, sia come bevanda sia come dolce, è tradizionale dei paesi dell'Europa dell'Est. L'origine del kompot si deve ricercare nelle regioni nordiche della Russia, dove veniva usato come metodo per conservare la frutta, in modo da poterla consumare anche nei periodi invernali; solo nel XVIII secolo si diffonde prima nell'attuale Russia, e poi nel resto dell'Europa orientale, nonostante tale bevanda fosse già nota anche prima.
In Polonia è tradizione bere il kompot di frutta secca durante la cena della vigilia di Natale.
Il kompot è altamente degradabile, quindi per la sua conservazione occorre l'utilizzo di recipienti sterilizzati e chiusi ermeticamente. La maggior parte dei kompot si preparano con l'utilizzo dello zucchero, ma questo non deve essere necessariamente impiegato. Il kompot può essere ottenuto dalla bollitura di alcuni frutti e/o bacche commestibili.
Le modalità per la preparazione del kompot sono molte: come da tradizione, bisogna far bollire in acqua e zucchero della frutta fresca (ma può essere usata anche quella secca) come mela, pera, amarena, albicocca, pesca e prugna; le stesse modalità possono essere usate per ottenere il kompot di bacche (le bacche più usate sono: mora, lampone, fragola, mirtillo, ribes rosso, ribes nero e uva spina).
La bevanda va consumata a temperatura ambiente o leggermente calda/fredda.